# Toda Sexta
Toda Sexta foi um programa de auditório da Rede Bandeirantes, apresentado por Adriane Galisteu.
O programa estreou dia 17 de abril de 2009, às 22:15. Possuía quadros como É tempo de amar e Gatos do Calendário. A estreia marcou audiência de 2 pontos para a emissora. 
No dia 30 de outubro de 2009, o Toda Sexta mudou de horário por causa da volta da Escolinha à grade da Rede Bandeirantes.
Por causa dos baixos índices de audiência, o programa passou a ser gravado, não mais ao vivo, como era de costume.
No dia 30 de abril de 2010, foi exibido o último programa, por causa dos péssimos índices de audiência, sendo substituído pelo programa Tribunal na TV.

## Quadros
- Quem sabe vale ouro: Várias perguntas sobre alguma pessoa ou assunto, tinha como prêmio 1 kg de ouro.
- Gatos do calendário: Homens bonitos disputavam com sua profissão para conseguir sair no calendário do mês.
- Papo-reto: Uma pessoa famosa ia no programa para bater um papo com Adriana Galisteu.
- Rádio Toda Sexta: Batista e Jhonny Luxo mostravam o que estava na moda, além de fazerem algumas piadas.